# 田中大輔 (政治家)
田中 大輔（たなか だいすけ、1951年（昭和26年）11月13日 - ）は、日本の政治家。元東京都中野区長（4期）。

## 概要
北海道小樽市生まれ。1970年、北海道札幌北高等学校卒業。1977年、中央大学文学部を卒業後、東京都・中野区役所に入庁し、交通対策課長、健康課長、介護保険準備課長、行政改革課長等を歴任する。2001年12月、中野区役所を退職。
2002年6月、中野区長選挙に無所属で出馬し、自民党が推薦する元区議会議員や公明党が推薦する元副区長などの他の候補者を破り、初当選した（現職の神山好市区長は不出馬）。2006年、中央大学大学院経済学研究科修了。2006年、2010年の中野区長選挙においても、それぞれ再選。
2014年2月、6月の中野区長選挙に4選を目指して出馬する意向を表明。4選出馬に際し、区長就任後に制定された自治基本条例に田中区長自身が盛り込んだ、「区長の任期は3期12年以内に留め、4選以上の多選の自粛を求める。ただし、（4選以上の）立候補の自由は妨げない」という主旨の条項を削除する条例改正案を3月に中野区議会に提案した。この改正案は区議会総務委員会において、奥田けんじ、石坂わたる両区議が審議が不十分として継続審議を主張したものの、自由民主党、公明党、日本共産党、民主党が足並みをそろえて採決を主張し、継続審議については否決された。その後、委員会及び本会議にて採決が行われ、自由民主党、公明党、石坂わたる（中野区議会では無所属議員の個々の賛否が公開されていないため、賛成討論を行った石坂わたる以外の無所属議員の賛否は不明）の賛成により可決された。これを受け、自民・公明・維新・みんな4党推薦で中野区長選挙に出馬し、自身が施行させた条例を改正し、4選出馬を行った田中を批判する2人の対立候補を破り、4選を果たした。投票率は29.49%で、過去3番目の低率であった。
2018年6月10日執行の区長選に自民党中野総支部・公明党中野総支部・日本維新の会・中野区視覚障害者福祉協会・EMA日本基金（LGBT政治団体）・中野区商店街連合会などの推薦を受けて立候補したが落選、酒井直人に区長の座を譲った。

## 政策・人物
- 同性婚の実現を目指すNPO法人EMA日本の賛同人。
- ユニバーサルデザイン推進条例を議会の賛同を得て制定。同条例は2018年4月1日に施行された[9]。
- ユニバーサルデザイン推進条例の考え方などに基づき、日本の自治体で9例目となる同性パートナーシップ制度を2018年8月20日から要綱に基づく形で行うことを決定した[10][11]。